# Pučko rezbarstvo
Pučko rezbarstvo ili narodno rezbarstvo je grana narodne likovne umjetnosti. Najčešće se radi radi umjetničkog ukrašavanja, a ponekad ima i simbolička i magijska značenja. Materijali koje se rezbari uglavnom je drvo, a ponekad i drugi prirodni materijali dostupni kućanstvu, poput kostiju i drugih. Rezbarstvo je umijeće poznato diljem svijeta, od primitivnih tradicijskih kultura sve do pučke umjetnosti razvijenijih kultura. Rezbari se površine i uporabni predmeti za kućanstvo i gospodarstvo, od prehrambene, glazbene do gospodarstvene. Primjenjuju se različite tehnike (plastika i dr.).
U hrvatskoj tradicijskoj kulturi najviše su rezbarili seljaci i posebice pastiri. Ukrašavali su tankim i plitkim urezima (crtorez), na preslicama, kutijama za britve ili duhan, okvirima zrcala i dr. Druga tehnika bilo je plićim ili dubljim rovašenjem (duborez) na pastirskim čašama, preslicama, svatovskim čuturama, škrinjama iz primorskoga i gorskoga područja;. Treći način bilo je izrezivanje pojedinih motiva, prošupljivanje (na proboj), na kolijevkama, naslonima stolaca, zabatnim dijelovima drvenih zgrada. Rezbarilo se šaranjem užarenom žicom (paljenje) na sviralama te sitnijim predmetima, zaim umetanjem drugih materijala (inkrustacija), kao što je npr. vosak ili ogledalca, ponajviše na preslicama, te rjeđe, tanke srebrne žice na gajdama, dršcima noževa i sl.
Motivi variraju, od cijelih likova do jednostavnih geometrijskih oblika.